# Patrick Roark
El Cardenal Patrick Henry Roark es un personaje ficticio de la novela gráfica Sin City de Frank Miller. En la película de 2005 es interpretado por Rutger Hauer.

## Biografía
Patrick Henry Roark es cardenal y el hombre más poderoso de Basin City. Es hermano del senador Roark y tío de Roark Junior, apodado Yellow Bastard.
Vive en una torre y se encuentra protegido por la policía. Anima a su joven y psicopático protegido Kevin a matar y devorar prostitutas para tomar su alma, ya que, según él, no valen nada.
El asesinato de Kevin a la hermosa prostituta Goldie será su perdición porque desencadenará la venganza de Marv, un amante accidental pero intenso de Goldie, a quien Roark trató de culpar por la muerte de la joven. Tras dejar a su paso un reguero de cadáveres, Marv matará lentamente, primero a Kevin y luego al cardenal.

## Apariciones en cómics
- The Hard Goodbye (1991)

## Cine
- (2005) Sin City interpretado por Rutger Hauer.

- Datos: Q64498671